# L'arcangelo Michele caccia Lucifero
L'arcangelo Michele caccia Lucifero è un dipinto del pittore veronese Giovan Francesco Caroto, realizzato con la tecnica della pittura a olio su tela, conservato nel museo di Castelvecchio a Verona.